# 이타가키 류타
이타가키 류타(일본어: 板垣 竜太, 1972년 12월 11일~)는 일본의 역사가로 현재 도시샤 대학 교수로 재직 중이다. 주 연구 분야는 한국의 근대사이며 특히 일제강점기 한반도의 사회구조에 대한 연구를 진행하고 있다.

## 저서
- 《한국 근대의 역사민족지 - 경북 상주의 식민지 경험》(朝鮮近代の歴史民族誌 -慶北尚州の植民地経験, 2008)
- 《북으로 간 언어학자 김수경》(北に渡った言語学者: 金壽卿 1918-2000, 2021)